# 5114 Yezo
5114 Yezo (1988 CO) là một tiểu hành tinh vành đai chính được phát hiện ngày 15 tháng 2 năm 1988 bởi Seiji Ueda và Hiroshi Kaneda ở Kushiro.